# 31 Eskadra Rozpoznawcza

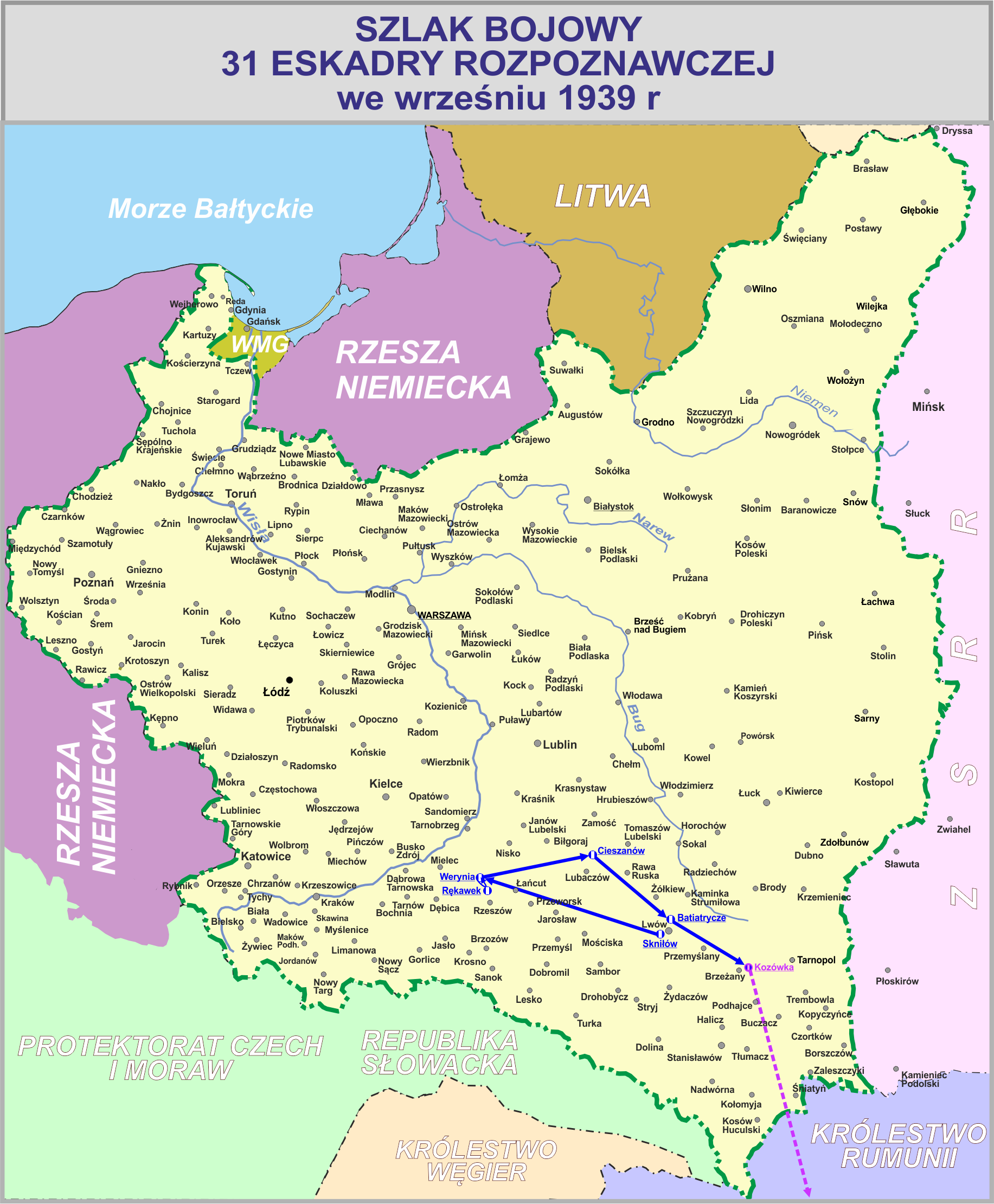

31 eskadra rozpoznawcza (liniowa) – pododdział lotnictwa Wojska Polskiego w II Rzeczypospolitej.
Eskadra zorganizowana została w 1925 na bazie 5 eskadry wywiadowczej jako 31 eskadra lotnicza. W 1929 została przemianowana na 31 eskadrę liniową, a w 1939 na 31 eskadrę rozpoznawczą.
W kampanii wrześniowej 1939 eskadra walczyła w składzie lotnictwa i OPL Armii „Karpaty”.
Godła eskadry: 
- biały ukośny krzyż na tle zielonego kwadratu z białą obwódką – na samolotach Potez XXVII i Potez XXV
- lis z bombą lotniczą na tle białego rombu – na samolotach Potez XXV i PZL-23B „Karaś”

## Formowanie i szkolenie eskadry
Rozkazem Ministra Spraw Wojskowych nr 2300/org. z lutego 1925 zapoczątkowano reorganizację lotnictwa wojskowego. 5 eskadra wywiadowcza została przemianowana na 31 eskadrę lotniczą i weszła w skład I dywizjonu 3 pułku lotniczego. Początkowo eskadra wyposażona była w samoloty Bristol F2B. Już od października 1925 zaczęły napływać do eskadry zakupione we Francji samoloty Potez XV. Etat eskadry przewidywał 6 samolotów.
Wiosną 1926 podjęto regularne szkolenie załóg. Latem eskadra wzięła udział w ćwiczeniach z wielkopolskimi dywizjami piechoty i brygadą kawalerii. Po manewrach załogi odbyły pierwszą szkołę ognia lotniczego na poligonie Toruń-Podgórz.
W 1927 sukcesywnie wymieniano samoloty Potez XV na Potez XXVII. W lecie załogi odleciały w rejon Nowogródka i tam wzięły udział w ćwiczeniach wojsk lądowych. Poszczególne załogi współpracowały też z 10 i 26 Dywizją Piechoty w okresie ćwiczeń zimowych.
W 1929 eskadra odbywała ćwiczenia letnie na Lubelszczyźnie. Współdziałano między innymi z oddziałami 2 Grupy Artylerii.
Rozkazem nr 701/tj. Departamentu Aeronautyki Ministerstwa Spraw Wojskowych z 6 września 1929  31 eskadra lotnicza została przemianowana na 31 eskadrę liniową. Jednocześnie zwiększono etat samolotów dla eskadr liniowych do 10 maszyn.
Na przełomie 1929/1930 roku nastąpiła w eskadrze sukcesywna wymiana samolotów Potez XXVII na Potez XXV.
W lecie 1930 załogi eskadry przebywały na poligonie artyleryjskim koło Tarnobrzegu i współpracowały z oddziałami z 2 Grupy Artylerii. Na poligonie Biedrusko ćwiczono z 5 Grupą Artylerii oraz Brygadą Kawalerii „Poznań”.
We wrześniu na międzypułkowych zawodach eskadr liniowych 3 Grupy Aeronautycznej załoga ppor. obs. Mieczysław Jakszewicz i plut. pil. Edward Kuszczyński zajęła w bardzo silnej konkurencji I miejsce.
Jesienią 1932 eskadra wzięła udział w koncentracji lotnictwa i specjalistycznych ćwiczeniach zorganizowanych przez 3 Grupę Aeronautyczną. 
W czerwcu 1937 eskadra otrzymała pierwsze samoloty PZL-23A „Karaś” wkrótce wymienione na bardziej udane PZL-23B „Karaś”.
Personel latający i techniczny zapoznawał się z nowym wyposażeniem. W dalszym etapie wyszkolenia rozpoczęto loty grupowe. Współdziałano też z 10 i 26 Dywizją Piechoty.
W początkach września eskadra odleciała na Pomorze, uczestnicząc w dużych manewrach wojsk lądowych na obozach ćwiczebnych Barycz i Radusz z udziałem broni pancernej. Po zakończeniu ćwiczeń załogi odbyły szkołę ognia na poligonie Biedrusko, powracając na Ławicę w połowie października.
W 1938 personel eskadry doskonalił umiejętności przy wykonywaniu zadań rozpoznawczych. Z uwagi na zaostrzający się konflikt między Niemcami a Czechosłowacją, I dywizjon liniowy nie brał udziału w corocznych ćwiczeniach jednostek lądowych i przebywał na Ławicy. W akcji „Zaolzie” eskadra udziału nie brała.
Od początku 1939 personel latający przygotowywał się do przeniesienia na lotnisko polowe. Przeszedł też szkołę ognia lotniczego. Personel naziemny sprawdzał stan techniczny samolotów, pomocniczego sprzętu lotniczego oraz taboru samochodowego. Załogi doskonaliły się w Biedrusku w ćwiczebnym bombardowaniu, strzelaniu do rękawa oraz w obronie przed atakami myśliwców.
W czerwcu przydzielono do eskadry 2 podchorążych ostatniego rocznika z SPL Dęblin, a w początkach sierpnia jednego oficera i 2 podchorążych obserwatorów rezerwy.

## Działania 31 eskadry rozpoznawczej w 1939

### Mobilizacja eskadry
Mobilizację zarządzono 24 sierpnia 1939. Personel naziemny i techniczny pobrał z magazynów uzupełniające wyposażenie materiałowe i techniczne, a personel latający polowe sorty oraz mapy i pistolety „Vis”. Obowiązywało ostre pogotowie na lotnisku zabraniające między innymi opuszczania Ławicy. Po wykonaniu czynności mobilizacyjnych, 31 eskadra liniowa 3 pułku lotniczego przemianowana została na 31 eskadrę rozpoznawczą.
Wg pierwotnego „Planu użycia lotnictwa podczas wojny” 31 eskadra miała wejść w skład tworzącego się lotnictwa Armii „Łódź”. Zajęcie Słowacji w czerwcu 1939 przez wojska niemieckie zmusiło Naczelne Dowództwo Lotnictwa do wyposażenia jednostkami lotnictwa organizującej się Armii „Karpaty”.
27 sierpnia odjechał z Ławicy transportem kolejowym rzut kołowy eskadry. W tym też dniu rzut powietrzny odleciał do Lwowa. Z powodu defektu silnika na płycie lotniska pozostał „Karaś” ppor. obs. Olgierda Łuczkowskiego, który odleciał z godzinnym opóźnieniem. W trakcie przelotu załoga napotkała w rejonie Zamościa burzę, co zmusiło pilota do przygodnego lądowania. „Karaś'” złamał goleń podwozia i uszkodził końcówkę skrzydła. Załoga wyszła z wypadku bez obrażeń, ale musiała kontynuować  podróż do Lwowa pociągiem. Samolot nie nadawał się do dalszego użycia bez naprawy fabrycznej. Pozostałe samoloty wylądowały o zmroku na lotnisku Skniłów.
28 sierpnia dowódca eskadry kpt. Nikonow zameldował się we Lwowie u dowódcy lotnictwa Armii „Karpaty” ppłk dypl.pil. Olgierda Tuskiewicza. Tam otrzymał rozkaz przegrupowania się na lotnisko Werynia. Lotnisko wymagało przygotowania inżynieryjnego tj. splantowanie i wyrównanie pola wzlotów, zasypania rowów melioracyjnych itp. Prace wykonano w porozumieniu z władzami powiatowymi w Kolbuszowej z wykorzystaniem miejscowej ludności. Kierował nimi oficer taktyczny eskadry por. obs. Henryk Możdrzeń.
Po ukończeniu prac personel naziemny ulokowano w obszernych zabudowaniach majątku Werynia, a dowódca wraz z personelem latającym zainstalował się w pałacu. 30 sierpnia przyleciało ze Skniłowa 9 „Karasi” i 1 RWD-8.

### Walki eskadry w kampanii wrześniowej
W kampanii wrześniowej 1939 eskadra walczyła w składzie lotnictwa i OPL Armii „Karpaty”.
O wybuchu wojny personel eskadry dowiedział się od dowódcy eskadry po jego przylocie z odprawy w sztabie lotnictwa armijnego. Na dzień 1 września eskadra otrzymała dwa zadania rozpoznawcze. Dotyczyły one ruchu wojsk niemieckich na terenie Słowacji. W rejon Bardejowa polecieli por. obs. Kołodziejski, ppor. pil. Orzechowski i kpr. strz. Lis. Załoga wykryła czynne lotnisko Luftwaffe w rejonie Igloo oraz kolumnę niemieckiej piechoty górskiej w marszu ku granicy polskiej. Druga załoga w składzie ppor. obs. Wojtowicz, kpr. pil Daczka i st. szer. strz. Pelik, prowadząc rozpoznanie w obszarze Orlov–Lubovna, wykryła i ustaliła kierunek marszu kolumny pancernej maszerującej ku granicy. Kolumna ta znajdowała się na drodze prowadzącej przez wąwozy i doliny górskie i stanowiła bardzo dogodny cel do bombardowania. Niestety, przygotowania do wyprawy bombowej zostały odwołane na podstawie, jak podaje kpt. Nikonow w swym sprawozdaniu, rozkazu z Warszawy zabraniającego bombardowania na terenie Słowacji.
2 września eskadra realizowała  trzy zadania. Dwa dotyczyły rozpoznania ruchu na kolejach i drogach Słowacji, a trzecie polegało na śledzeniu ruchu kolumny pancernej. Zadania rozpoznawcze na terenie Słowacji wykonały załogi por. obs. Joszta i por. obs. Sukiennika. Ruchu na drogach i kolejach nie stwierdziły, ale przy granicy polskiej wykryto małe oddziały piechoty i broni pancernej. Załoga por. obs. Możdżenia mająca śledzić ruchy kolumny pancernej, powróciła z wynikiem negatywnym, gdyż mgła pokryła wszystkie doliny górskie. Dowódca meldował przełożonym  o ostrzeliwaniu samolotów przez własne jednostki artylerii przeciwlotniczej. Zalecono by: załogi nie latały wysoko, bo artylerzyści nie widzą znaków... i strzelają.
3 września nadal rozpoznawano na terenie Słowacji. Mimo „niskich lotów”, w  pobliżu toru kolejowego Tarnów–Mościce, jeden „Karaś” został zestrzelony ogniem działek przeciwlotniczych plutonu fabrycznego Zakładów Azotowych w Mościcach. Wszyscy lotnicy zginęli. Druga załoga: ppor. obs. Nowicki, kpr. pil. Rozmiarek, kpr. strz. Stanisław Jarzembowski, lecąc na rozpoznanie rejonu granicznego ze Słowacją, została także ostrzelana w pobliżu Tarnowa. Nad Słowacją „Karaś” dostał się w silny ogień OPL. Pilot zdążył jednak uciec w chmury i powrócić bez uszkodzeń do Weryni. Na rozpoznanie kolumny pancernej poleciała załoga ppor. obs. Białkiewicza z kpr. pil. Sobkowiakiem i kpr. strz. Starostą. Podporucznik por. Białkiewicz powiadomił dowódcę eskadry o wykryciu zgrupowania pancernego na szosie Nowy Targ-Chabówka. Z Weryni wystartowały 2 klucze pod dowództwem kpt. Nikonowa. Samoloty zabrały po 6 x 50 kg bomb. Niemiecką kolumnę uchwycono na postoju. Po wyrzuceniu bomb, załogi ostrzelały nieprzyjaciela z lotu koszącego. Z wyprawy nie wrócił samolot por. Soroko. Lotnicy ratowali się skokiem ze spadochronem i dostali się do niewoli. Trzy samoloty miały postrzelane skrzydła i kadłuby, a czwarty z przestrzeloną golenią podwozia i dętką rozbił się przy lądowaniu.
4 września dwie załogi eskadry śledziły ruch niemieckich kolumn pancernych. W tym czasie kilkakrotnie pojawiły się nad terenem lotniska samoloty Luftwaffe. W obawie przed zbombardowaniem, kpt. Nikonow przesunął w godzinach popołudniowych eskadrę na lotnisko pomocnicze Rękawek. Przy starcie rozbił się samolot ppor. Szczepańskiego. Lotnicy odnieśli lekkie obrażenia.
Na kolejnej odprawie dowódca eskadry prosił ppłk. Tuskiewicza o przydział 3 samolotów PZL P.11. Eskadra dysponowała kilkoma pilotami będącymi po kursie myśliwskim, którzy mógłby skutecznie przeciwdziałać niemieckim wyprawom bombowym. Odpowiedź kpt. Nikonow otrzymał dopiero 12 września.
5 września eskadra posiadała tylko 5 sprawnych samolotów. Wykonano loty rozpoznawcze w rejon Nowego Targu i Miechowa. W locie powrotnym załoga ppor. Szajdzickiego, na skutek defektu silnika, ewakuowała się na spadochronach. Przy skoku ppor. Szajdzicki uległ kontuzji uniemożliwiającej dalsze loty bojowe. Tego dnia eskadra otrzymała uzupełnienie: 2 RWD-8 i 1 RWD-13.
6 września załoga ppor. Wojtowicza rozpoznawała kolumnę niemieckiej broni pancernej na drodze Jędrzejów–Kije. Dowódca eskadry nakazał przygotowanie załóg do dwóch wypraw bombowych. Pierwsza wyprawa bombardowała z wysokości 1200 metrów, kluczem wzdłuż szosy, bez ostrzeliwania z lotu koszącego. Zadanie zostało wykonane, ale skuteczność nalotu minimalna, gdyż bomby nie spadły na cel. W locie powrotnym załoga ppor. Kuczkowskiego lądowała przymusowo. Samolot rozbił się i z braku możliwości ściągnięcia go na lotnisko został spalony. Po krótkim odpoczynku kpt. Nikonow poprowadził drugą wyprawę. Tym razem bombardowanie wykonano pojedynczo i z lotu nurkowego. Swoboda w wyborze celów przez załogi dały dużo lepsze wyniki przy nurkowaniu indywidualnym i spowodowały znaczne straty u nieprzyjaciela. Wszystkie załogi wróciły do bazy. Po wylądowaniu kpt. Nikonow otrzymał telefoniczną wiadomość, by wysłać pilotów po odbiór 2 samolotów „Czapla” z Bazy nr 6 w Skniłowie. Ze względu na to, że lotnisko podstawowe w Weryni nie było atakowane przez Luftwaffe, eskadra pod wieczór wróciła tam, gdyż warunki bytowania i maskowania samolotów były korzystniejsze.
7 września ppor. Nowicki z ppor. Orzechowskim i kpr. strz. Jarzembowskim rozpoznawali na odcinku Pińczów–Busko–Baranów. Po południu przyszedł rozkaz niezwłocznego opuszczenia lotniska Werynia. Na wyszukanie nowego lądowiska wystartowały 2 załogi na RWD-8, a personel ładował mienie eskadry na samochody. Ze względu na uszczuplony tabor część wyposażenia, w tym bomby 100 kg pozostawiono w Weryni. Wieczorem rzut powietrzny eskadry odleciał na lądowisko Cieszanów. Przy lądowaniu załoga por. Joszt i kpr. pil. Sobkowiak uszkodziła „Czaplę”.
8 września urządzano nowe lądowisko. Nawiązywano też rwącą się łączność z oddalonym o około 150 km sztabem lotnictwa armijnego.
9 września eskadra rozpoznawała ruch na drogach dochodzących do Wisły od zachodu oraz przeprawy na Wiśle. Zadanie to wykonała załoga por. obs. Kołodziejski, ppor. pil. Orzechowski i kpr. strz. Lis. Kolejnym zadaniem było odszukanie miejsce postoju sztabu Armii „Kraków”. Mimo dużego wysiłku załogi „Czapli” - ppor. obs. Szajdzickiego i kpr. pil. Sobkowiaka,  nie udało się tego zadania zrealizować. W tym dniu po odbiór „Karasi” z Bazy nr 6 polecieli piloci: ppor. Orzechowski, kpr. Daczka i kpr. Kuźniacki.
10 września dwie załogi na samolotach RWD-8 wyszukiwały miejsc pod przyszłe lądowiska. Załoga por. obs. Sukiennika z ppor. pil. Warońskim i kpr. strz. Starostą poleciała na rozpoznanie i wykryła silne zgrupowanie nieprzyjacielskich jednostek pancernych w dorzeczu Wisły i Sanu. Zgodnie z dyspozycjami, por. Sukiennik udał się do Brześcia z meldunkiem rozpoznawczym, ale tego dnia nie odszukał sztabu Brygady Bombowej. Załoga pozostała w Brześciu. 11 września udało się por. Sukiennikowi znaleźć dowódcę brygady płk dypl. obs. Władysława Eugeniusza Hellera, jego meldunek był już nieaktualny. Porucznik otrzymał rozkaz odlotu na lotnisko Marianów i tam odebrać 4 „Karasie” należących do 55 samodzielnej eskadry bombowej lekkiej. W tym czasie kpt. Nikonow otrzymał rozkaz przesunięcia eskadry do Batiatycz. Przelot eskadry odbył się już o zmroku, tak że ostatnie załogi lądowały przy świetle płonącej słomy.
11 września dowódca eskadry usiłował nadaremnie nawiązać łączność ze sztabem dowódcy Lotnictwa Armii „Karpaty” ppłk. Olgierda Tuskiewicza. W tym czasie por. Sukiennik przyprowadził do Cieszanowa 4 „Karasie”, ale na lotnisku nikogo już nie zastał. Zdecydował więc lecieć całym rzutem do Lwowa, do miejsca postoju sztabu ppłk. Tuskiewicza. Po osiągnięciu lotniska Skniłów, 4 przyprowadzone „Karasie” w niedługim czasie zostały zniszczone przez Luftwaffe. Załogi nie ucierpiały, a por. Sukiennik wrócił do eskadry bez uzupełnień.
12 września eskadra otrzymała rozkaz zbombardowania kolumny pancernej idącej z kierunku Jarosławia. Kpt. Nikonow tak to odnotował w sprawozdaniu:

Ze względu na braki zaopatrzenia – nie posiadałem zupełnie bomb w eskadrze, o czym uprzednio składałem meldunki. Zameldowałem więc ten fakt i otrzymałem rozkaz zabrania bomb od 56 eskadry obserwacyjnej [...]. Natychmiast wysłałem tam samochód, który wrócił z bombami około godz. 8.00. Bomby były wagi 12 kg. Na moje telefoniczne zapytanie – «jak bombardować broń pancerną bombami 12 kg» – otrzymałem odpowiedź, że «więcej chodzi o efekt moralny. Podtrzymać na duchu broń pancerną własną walczącą na tym odcinku oraz pokazać nplowi, że lotnictwo nasze działa». Do lotu miałem gotowe trzy samoloty: 1 „Czapla” i 2 „Karasie”. O świcie „Czapla” z załogą–ppor. obs. Nowicki i st. sierż.pil. Korzeniowski poleciała na rozpoznanie wracając z meldunkiem o wykryciu niemieckiej kolumny. Wykonując rozkaz nakazałem wysłać dwa „Karasie” z pełnym ładunkiem bomb 12 kg [...] W czasie wykonywania bombardowania samoloty zostały zaatakowane przez Messerschnitty, przy czym pierwszy nasz samolot momentalnie się zapalił i spadł w płomieniach , a samolot ppor. Szczepańskiego, schodząc skrętami do lotu koszącego, mocno postrzelany wrócił na lotnisko.

Tego dnia eskadra uzyskała jako uzupełnienie 2 samoloty „Karaś”. 13 – 15 września eskadra zadań bojowych nie wykonywała. Nastąpiło przesunięcia jednostki w rejon Brzeżan do Kozłówki. 
16 sierpnia eskadra wykonała dwa loty rozpoznawcze. Wyniki rozpoznania miały być przekazane dowódcy Frontu Południowego gen. Kazimierzowi Sosnkowskiemu, ale po blisko godzinnym poszukiwaniu nie odszukano jego kwatery. W godzinach południowych eskadra odebrała z lotniska Stanisławów 2 „Karasie” bez uzbrojenia i wyposażenia. Wieczorem lekarz eskadry i kpr. pil. Daczka otrzymali specjalne zadanie: dostarczyć samolotem sanitarnym RWD-13 materiały opatrunkowe i sprzęt medyczny do Biłgoraja, a w drodze powrotnej zabrać rannego.
O świcie 17 września wystartowała „sanitarka”. Po nieudanych próbach sforsowania obrony przeciwlotniczej, pilot zdecydował się wrócić na lotnisko. Lekarz zaakceptował decyzję. Około 16.00 odbyła się odprawa służbowa, na której dowódca eskadry poinformował o ewakuacji eskadry do Czerniowiec. Rzut powietrzny eskadry pod dowództwem kpt. Nikonowa wylądował w Czerniowcach o 18.00. Przelot odbył się na resztkach benzyny. Sanitarka RWD-13 lądowała przygodnie jeszcze na stronie polskiej i rozbiła się. Załoga por. obs. Sukiennika z por. pil. Warońskim i kpr. strz. Starostą odleciała do Czerniowiec następnego dnia. Granicę polsko–rumuńską przekroczył też rzut kołowy eskadry.
| Działania eskadry | Działania eskadry                                                                                     | Działania eskadry                                                                                     | Działania eskadry                                                                                     |
| ----------------- | --- | --- | --- |
|                   | Loty bojowe                                                                                           | Tonaż bomb                                                                                            | Zestrzelenia                                                                                          |
| 48                | 8 ton                                                                                                 | 0 | |
| Straty eskadry    | | | |
| Polegli           | por. Możdżeń, ppor. Nowicki, ppor. Pstrokoński, st. sierż. Korzeniowski, pchor. Pszenny, kpr. Wiensko | por. Możdżeń, ppor. Nowicki, ppor. Pstrokoński, st. sierż. Korzeniowski, pchor. Pszenny, kpr. Wiensko | por. Możdżeń, ppor. Nowicki, ppor. Pstrokoński, st. sierż. Korzeniowski, pchor. Pszenny, kpr. Wiensko |
| Zaginieni         | por. Soroko, pchor. Pigułowski, kpr. Daczka, kpr. Rabiega                                             | por. Soroko, pchor. Pigułowski, kpr. Daczka, kpr. Rabiega                                             | por. Soroko, pchor. Pigułowski, kpr. Daczka, kpr. Rabiega                                             |
| Samoloty          | | | |
| Stan              | Uzupełnienie                                                                                          | Zniszczone                                                                                            | Ewakuacja                                                                                             |
| 10 PZL.23 Karaś   | 4 „Karasie” + 2 „Czaple”                                                                              | 9 „Karasi” + 1 „Czapla”                                                                               | 4 „Karasie” + 1 „Czapla”                                                                              |

## Personel eskadry
| Stopień, imię i nazwisko        | Okres pełnienia służby | Kolejne stanowisko     |
| ------------------------------- | ---------------------- | ---------------------- |
| kpt. pil. Julian Skrzat         | V 1925 – 1 XII 1928    |                        |
| kpt. pil. Antoni Wroniecki      | p.o. V – XI 1925       |                        |
| kpt. obs. Józef Jungrav         | 1 XII 1928 – 1 I 1931  |                        |
| por. pil. Adam Kropiński        | 1 I 1931 – XI 1931     |                        |
| kpt. pil. Mateusz Iżycki        | XI 1931 – XI 1933      |                        |
| kpt. obs. Władysław Zaczkiewicz | XI 1933 – XII 1935     |                        |
| kpt. obs. Alfred Peszke         | XII 1935 – XI 1937     | Wyższa Szkoła Lotnicza |
| kpt. obs. Henryk Siess          | p.o.                   |                        |
| por. pil. Julian Płodowski      | p.o.                   |                        |
| kpt. pil. Witalis Nikonow       | 25 XI 1938 – IX 1939   |                        |

| Stanowisko         | Stopień imię i nazwisko      | Przydział we wrześniu 1939 |
| ------------------ | ---------------------------- | -------------------------- |
| dowódca            | kpt. Witalis Nikonow         | dowódca 31 eskadry         |
| zastępca dowódcy   | por. Julian Wacław Płodowski |                            |
| oficer taktyczny   | por. Aleksander Wilczyński   |                            |
| oficer techniczny  | chor. Bolesław Kaszyński     |                            |
| starszy obserwator | por. Tadeusz Kołodziejski    |                            |
| pilot.             | ppor. Jan Orzechowski        | pilot 31 eskadry           |
| obserwator         | por. Kazimierz Joszt         | obserwator 31 eskadry      |
| obserwator         | por. Józef Wolnik            |                            |
| obserwator         | por. art. Edmund Gorecki     |                            |

| Dowództwo eskadry             | Dowództwo eskadry                 | Dowództwo eskadry               |
| Stanowisko                    | Stopień imię i nazwisko           | Stopień imię i nazwisko         |
| ----------------------------- | --------------------------------- | ------------------------------- |
| dowódca eskadry               | kpt. pil. Witalis Nikonow         | kpt. pil. Witalis Nikonow       |
| oficer taktyczno operacyjny   | por. obs. Henryk Możdrzeń         | por. obs. Henryk Możdrzeń       |
| lekarz eskadry                | ppor. rez. dr Edward Romanowski   | ppor. rez. dr Edward Romanowski |
| oficer techniczny eskadry     | chor. techn. Bolesław Kaszyński   | chor. techn. Bolesław Kaszyński |
| szef mechaników               | st. majster wojsk. Jan Hobot      | st. majster wojsk. Jan Hobot    |
| szef administracyjny eskadry  | st. sierż. Marcin Staszewski      | st. sierż. Marcin Staszewski    |
| Załogi samolotów              |                                   |                                 |
| Obserwatorzy                  | Piloci                            | Strzelcy samolotowi             |
| por. Kazimierz Joszt          | ppor. Jan Orzechowski             | kpr. Stanisław Jarzembowski     |
| por. Tadeusz Kołodziejski     | ppor. Józef Waroński              | kpr. Stanisław Lis              |
| por. Antoni Soroko            | pchor. Stefan Maciejewski         | kpr. Józef Rek                  |
| por. Jerzy Sukiennik          | pchor. Władysław Makarewicz       | kpr. Józef Starosta             |
| ppor. Wacław Białkiewicz      | st. sierż. Konstanty Korzeniowski | kpr. Czesław Sułgut             |
| ppor. Olgierd Łuczkowski      | kpr. Jan Daczka                   | kpr. Feliks Zemler              |
| ppor. Olgierd Łuczkowski      | kpr. Leon Kegel                   | st. szer. Czesław Pelik         |
| ppor. Leon Nowicki            | kpr. Andrzej Kuźniacki            | st. szer. Józef Skorczyk        |
| ppor. Adam Szajdzicki         | kpr. Ignacy Rabiega               |                                 |
| ppor. Marian Wójtowicz        | kpr. Edmund Rozmiarek             |                                 |
| ppor. rez. Spytek Pstrokoński | kpr. Franciszek Sobkowiak         |                                 |
| pchor. rez. Stefan Pigułowski | kpr. Jan Wiensko                  |                                 |
| pchor. rez. Mariusz Pszenny   |                                   |                                 |

## Wypadki lotnicze
- 26 marca 1925 siedzący na pasie startowym w kabinie samolotu ppor. obs. Walenty Marchlewski został uderzony skrzydłem lądującej maszyny ponosząc śmierć[1].
- 23 czerwca 1928 oblatując po remoncie samolot Potez XV zginęli plut. pil. Stanisław Przybylski oraz mł. majster wojskowy Józef Wojciechowski[4].
- 17 sierpnia 1937 po zakończeniu ćwiczeń  „Karaś” z załogą sierż. pil. Franciszek Wojczak,  ppor. obs. Adam Jędrzejewski i st. sierż. strz. samol. Ignacy Polus podczas skrętu zderzył się z samolotem załogi kpr. pil. Leon Michalski, ppor. obs. Andrzej Poraj-Kodrębski i st. szer. strz. samol. Wacław Maślanka. Obie załogi zginęły[6].

## Samoloty eskadry
1 września 1939 eskadra dysponowała 9 samolotami PZL.23B Karaś i 1 samolotem RWD-8.

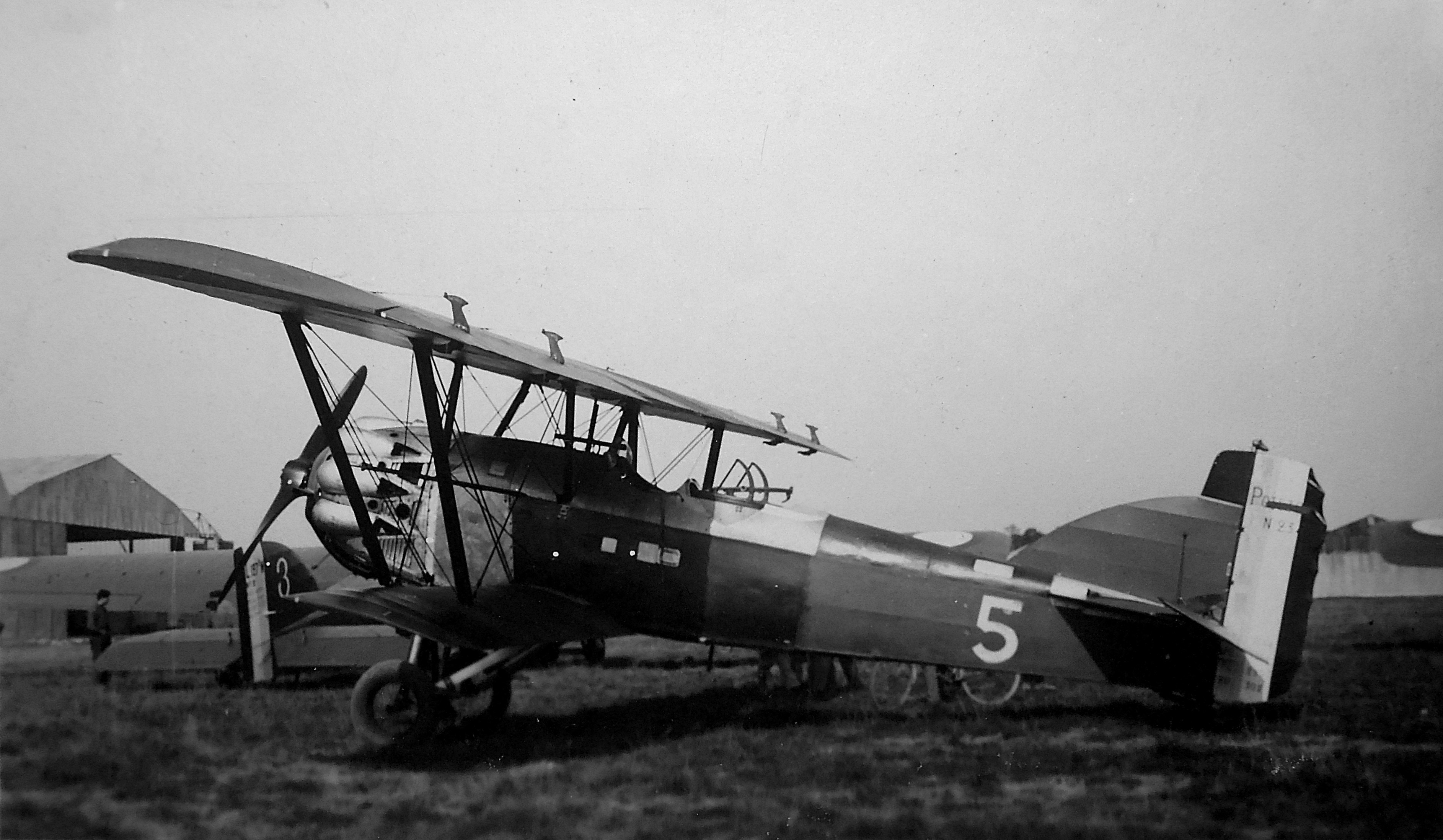
Potez XXV (–1937)
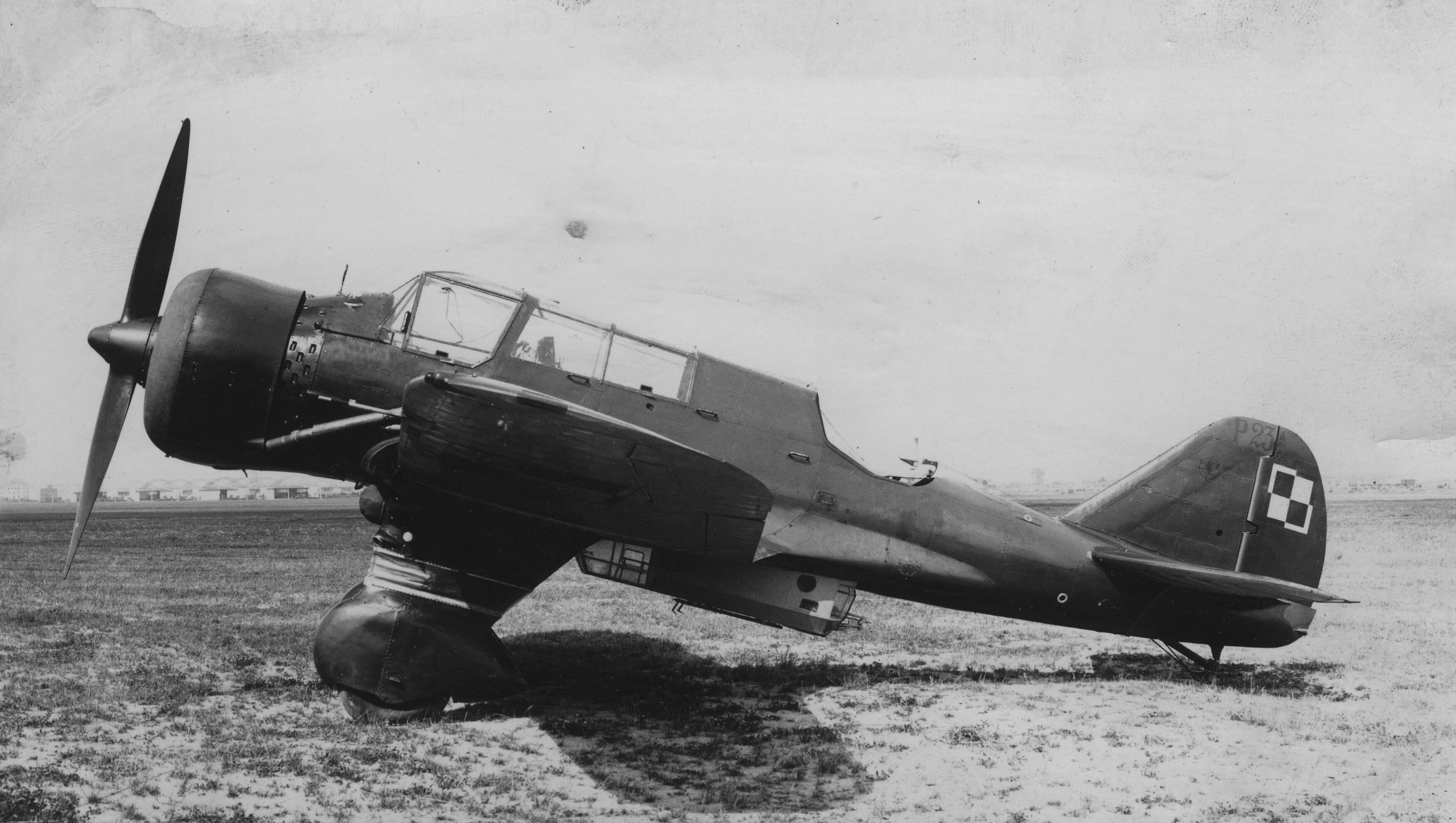
PZL.23 Karaś (1937–1939)
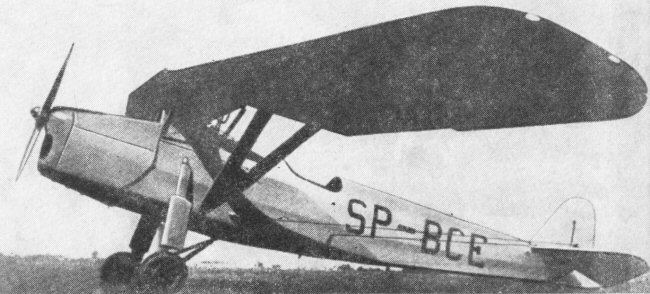
RWD-8
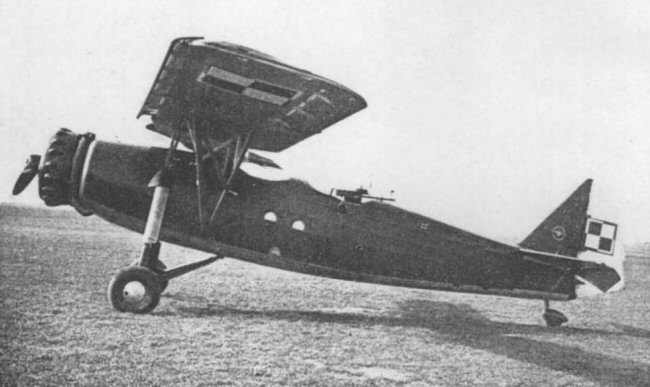
RWD-14 Czapla (uzupełnienie)
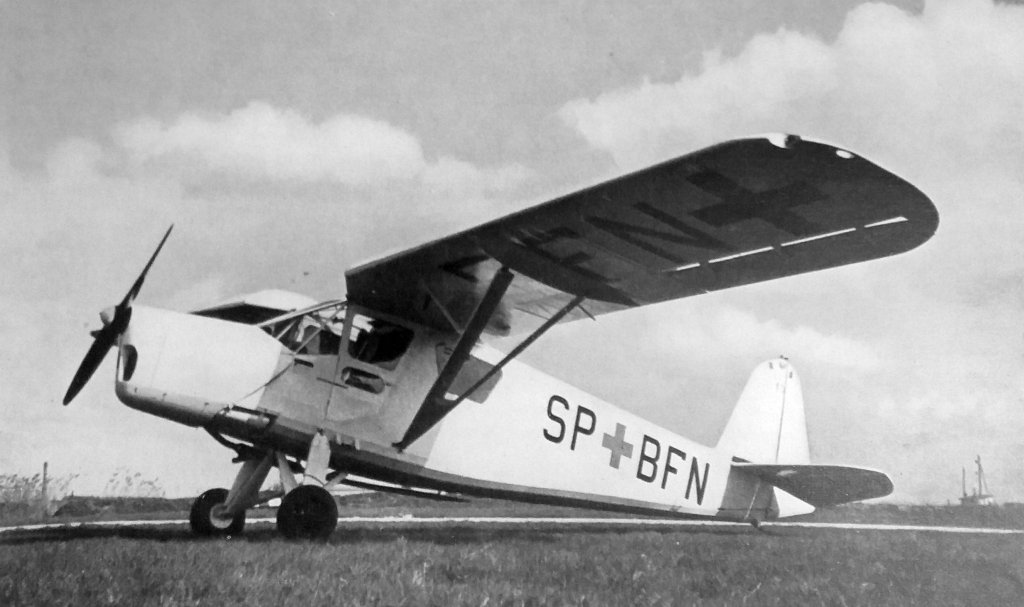
RWD-13S (uzupełnienie)

| Schemat zmian organizacyjnych eskadry                            |                  |        |                       |      |                     |           |                    |           |                         |         |
| Nazwy jednostki i daty sformowania, przeformowań i rozformowania |                  |        |                       |      |                     |           |                    |           |                         |         |
| 7 XI 1918                                                        | 1 eskadra bojowa | I 1919 | 5 eskadra wywiadowcza | 1925 | 31 eskadra lotnicza | 6 IX 1929 | 31 eskadra liniowa | VIII 1939 | 31 eskadra rozpoznawcza | IX 1939 |